# Godfrey Sapula
Godfrey Zolile Sapula (Soweto, Gauteng, Sudáfrica, 17 de noviembre de 1973) es un exfutbolista sudafricano. Jugaba de mediocampista y militó en diversos clubes de Sudáfrica y Turquía. Estuvo a prueba en Colo-Colo de Chile en 1998.

## Clubes
| Club             | País      | Año         |
| ---------------- | --------- | ----------- |
| Jomo Cosmos      | Sudáfrica | 1993 - 1999 |
| MKE Ankaragücü   | Turquía   | 1999 - 2000 |
| Jomo Cosmos      | Sudáfrica | 2000 - 2002 |
| Mamelodi Sundows | Sudáfrica | 2002 - 2008 |
| Platinum Stars   | Sudáfrica | 2008 - 2010 |

## Selección nacional
Ha sido internacional con la Selección de fútbol de Sudáfrica, ha jugado 23 partidos internacionales y ha anotado solo 1 gol por dicho seleccionado.